# Bisbat de Cyangugu
L'Bisbat de Cyangugu  (francès: Diocèse de Cyangugu; llatí: Dioecesis Cyangugunsis) és un bisbat de l'Església catòlica pertanyent a Ruanda, sufragani de l'arquebisbat de Kigali. En 2012 comptava 361.000 batejats sobre 642.000 habitants. Las seu episcopal es troba vacant arran de la mort de Jean Damascène Bimenyimana el març de 2018.

## Territori
La diòcesi comprèn l'antiga província de Cyangugu, que actualment forma part de la província de l'Oest i comprèn els nous districtes de Nyamasheke i Rusizi.
La seu episcopal es troba a Cyangugu, al sector de Kamembe, on hi ha la catedral de Christus Rex.
El territori s'estén sobre 1.944 km² i es divideix en 13 parròquies.

## Història
La diòcesi fou erigida l'11 de setembre de 1981 amb la butlla Nihil aestimamus del papa Joan XXIII, arrabassant-li el territori al bisbat de Nyundo.

## Llista de bisbes
- Thaddée Ntihinyurwa (5 de novembre de 1981 - 2 de gener de 1997 retirat)
- Jean Damascène Bimenyimana † (2 de gener 1997 - 3 de març de 2018)

## Estadístiques
A finals del 2006, la diòcesi tenia 361.000 batejats sobre una població de 642.000 persones, equivalent al 48,7 % del total.
| any  | població | població | població | sacerdots | sacerdots       | sacerdots       | sacerdots             | diaques | religiosos | religiosos | parròquies |
| ---- | -------- | -------- | -------- | --------- | --------------- | --------------- | --------------------- | ------- | ---------- | ---------- | ---------- |
| any  | batejats | total    | %        | total     | clergat secular | clergat regular | batejats por sacerdot | diaques | homes      | dones      |            |
| 1990 | 231.273  | 457.637  | 50,5     | 35        | 22              | 13              | 6.607                 |         | 31         | 79         | 9          |
| 1999 | 273.113  | 540.870  | 50,5     | 23        | 23              |                 | 11.874                |         |            | 113        | 10         |
| 2000 | 279.872  | 551.257  | 50,8     | 26        | 24              | 2               | 10.764                |         | 2          | 120        | 10         |
| 2001 | 288.704  | 560.515  | 51,5     | 27        | 23              | 4               | 10.692                |         | 10         | 108        | 10         |
| 2002 | 280.554  | 575.684  | 48,7     | 37        | 30              | 7               | 7.582                 |         | 11         | 108        | 10         |
| 2003 | 283.372  | 566.621  | 50,0     | 34        | 28              | 6               | 8.334                 |         | 13         | 102        | 10         |
| 2004 | 293.172  | 582.424  | 50,3     | 37        | 30              | 7               | 7.923                 |         | 15         | 112        | 10         |
| 2006 | 297.281  | 612.507  | 48,5     | 36        | 29              | 7               | 8.257                 |         | 20         | 95         | 11         |
| 2013 | 361.000  | 742.000  | 48,7     | 57        | 50              | 7               | 6.333                 |         | 22         | 95         | 13         |